# صبير برتقالي
صبير برتقالي (الاسم العلمي:Opuntia aurantiaca) هو نوع من النباتات يتبع جنس الصبير من الفصيلة الصبارية.